# Alsógagy
Alsógagy là một thị trấn thuộc hạt Borsod-Abaúj-Zemplén, Hungary. Thị trấn này có diện tích 6,28 km², dân số năm 2010 là 99 người, mật độ 16 người/km².